# Sumco
K.K. SUMCO (jap. 株式会社SUMCO, kabushiki kaisha samuko; engl. SUMCO Corp., Eigenschreibweise SUMCO) ist ein japanisches Unternehmen, das sich mit der Herstellung von Einkristallen und Wafern für die Halbleiterindustrie beschäftigt.

## Geschichte
Die heutige SUMCO wurde unter dem Namen K.K. Silicon United Manufacturing (株式会社シリコンユナイテッドマニュファクチュアリング) im Juli 1999 von Sumitomo Metal Industries, Mitsubishi Materials und Mitsubishi Materials Silicon gegründet, um 300-mm Silizium-Wafer zu entwickeln und herzustellen.
Im Februar 2002 erwarb sie das Wafer-Geschäft von Sumitomo Metal Industries und wurde mit der Mitsubishi Materials Silicon Corporation verschmolzen, wobei der Handelsname in Sumitomo Mitsubishi Silicon Corporation geändert wurde. In 2005 erfolgte eine erneute Änderung des englischen Namens in SUMCO Corporation.
Größte Anteilseigner sind heute (2024): The Master Trust Bank of Japan (15,4 %), Custody Bank of Japan (9,2 %) und State Street (6,9 %).

## Tätigkeitsfeld
SUMCO beliefert die Halbleiterindustrie mit Einkristall-Ingots und verschiedensten Wafern (polished, epitaxial, annealed, SOI). SUMCO ist der weltweit zweitgrößte Hersteller von Wafern (nach Shin-Etsu und vor Wacker Chemie/Siltronic) und einer der führenden Hersteller von 300-mm-Wafern.
SUMCO wurde, wie alle anderen Wafer-Hersteller, sehr hart von dem Nachfrageeinbruch in 2008/2009 getroffen, der durch die allgemeine Finanz- und Wirtschaftskrise ausgelöst wurde. Bei einem Umsatz von 218 Mrd. Yen konnte damit nur ein negatives Ergebnis von −100,5 Mrd. Yen ausgewiesen werden. In 2007 lag der Umsatz noch auf einem Niveau von 475,0 Mrd. Yen mit einem positiven Ergebnis von 74,9 Mrd. Yen.

## Produktionsstandorte
- Imari, Saga
- Kōhoku, Kishima, Saga
- Ōmura, Nagasaki
- Yonezawa, Yamagata
- Chitose, Hokkaidō
- Akita, Akita